# Brachychiton
Brachychiton Schott & Endl., 1832 è un genere di piante della famiglia Malvaceae, diffuso in Australia e Nuova Guinea.

## Tassonomia
Il genere comprende le seguenti specie:
- Brachychiton acerifolius (A.Cunn. ex G.Don) F.Muell.
- Brachychiton acuminatus Guymer
- Brachychiton albidus Guymer
- Brachychiton × allochrous Guymer
- Brachychiton australis (Schott & Endl.) A.Terracc.
- Brachychiton bidwillii Hook.
- Brachychiton × carneus Guymer
- Brachychiton carruthersii Müll.Arg.
- Brachychiton chillagoensis Guymer
- Brachychiton collinus Guymer
- Brachychiton compactus Guymer
- Brachychiton discolor F.Muell.
- Brachychiton diversifolius R.Br.
- Brachychiton × excellens Guymer
- Brachychiton fitzgeraldianus Guymer
- Brachychiton garrawayae (Bailey) Guymer
- Brachychiton grandiflorus Guymer
- Brachychiton gregorii F.Muell.
- Brachychiton guymeri J.A.Bever., Fensham & P.I.Forst.
- Brachychiton × hirtellus Guymer
- Brachychiton incanus R.Br.
- Brachychiton × incarnatus Guymer
- Brachychiton megaphyllus Guymer
- Brachychiton muellerianus Guymer
- Brachychiton multicaulis Guymer
- Brachychiton obtusilobus Guymer
- Brachychiton paradoxus Schott & Endl.
- Brachychiton populneus (Schott & Endl.) R.Br.
- Brachychiton rupestris (T.Mitch. ex Lindl.) K.Schum.
- Brachychiton spectabilis Guymer
- Brachychiton tridentatus Guymer
- Brachychiton tuberculatus (W.Fitzg.) Guymer
- Brachychiton × turgidulus Guymer
- Brachychiton velutinosus Kosterm.
- Brachychiton × vinicolor Guymer
- Brachychiton viridiflorus (W.Fitzg.) Guymer
- Brachychiton viscidulus (W.Fitzg.) Guymer
- Brachychiton vitifolius (Bailey) Guymer
- Brachychiton xanthophyllus Guymer